# Meymac (tổng)
Tổng Meymac là một tổng của Pháp tọa lạc tại tỉnh Corrèze trong vùng Lumousin.

## Địa lý
Tổng này được tổ chức xung quanh Meymac trong quận Ussel. Độ cao khu vực này là 471 m (Darnets) đến 973 m (Meymac) độ cao trung bình trên mực nước biển là 694 m.

## Hành chính
| Giai đoạn | Ủy viên          | Đảng | Tư cách |
| --------- | ---------------- | ---- | ------- |
| 2001-2008 | Georges Pérol    | DVD  |         |
| 2008-2014 | Jean-Pierre Audy | UMP  |         |

## Phân chia đơn vị hành chính
Tổng Meymac được chia thành 10 xã và khoảng 4 657 người (điều tra dân số năm 1999 không tính trùng dân số).
| Xã                     | Dân số | Mã bưu chính | Mã insee |
| ---------------------- | ------ | ------------ | -------- |
| Alleyrat               | 99     | 19200        | 19006    |
| Ambrugeat              | 216    | 19250        | 19008    |
| Combressol             | 305    | 19250        | 19058    |
| Darnets                | 341    | 19300        | 19070    |
| Davignac               | 272    | 19250        | 19071    |
| Maussac                | 385    | 19250        | 19130    |
| Meymac                 | 2 627  | 19250        | 19136    |
| Péret-Bel-Air          | 87     | 19300        | 19159    |
| Saint-Sulpice-les-Bois | 53     | 19250        | 19244    |
| Soudeilles             | 272    | 19300        | 19263    |

## Thông tin nhân khẩu
| 1962                                                     | 1968  | 1975  | 1982  | 1990  | 1999  |
| -------------------------------------------------------- | ----- | ----- | ----- | ----- | ----- |
| 4 804                                                    | 5 026 | 4 716 | 4 603 | 4 772 | 4 657 |
| Nombre retenu à partir de 1962 : dân số không tính trùng |       |       |       |       |       |